# 랜스 노리스
랜스 노리스(Lance Norris, 1962년 8월 9일 ~ )는 미국의 배우, 각본가, 성우이다.
디모인에서 태어났다.

## 영화
- The Mouse (1996)
- 미스틱 리버 (2003)
- 거짓말의 발명 (2009)
- 더 이퀄라이저 (2014)

## 같이 보기
- 데렌 브라운
- 유사과학